# 斉藤瞳
斉藤 瞳（さいとう ひとみ、1981年10月31日 - ）は、日本のラジオパーソナリティ、元歌手。2010年に解散した4人組女性歌手グループ、女性アイドルグループのメロン記念日の元メンバーで、リーダー（村田めぐみから交代後）を務めていた。愛称はひとみん、ボス。新潟県新潟市南区（旧・西蒲原郡月潟村）出身。

## 略歴
- 1999年、「第2回モーニング娘。&平家みちよ妹分オーディション」に約4,000人の中から合格。同時に合格した大谷雅恵・柴田あゆみ・村田めぐみとともにメロン記念日を結成。
- 2000年2月、デビュー。
- 2002年、村田めぐみから同グループのリーダーを引き継ぐ。
- 2003年9月9日、ハロー!プロジェクトフットサルチーム（後のGatas Brilhantes H.P.）に参加。
- 2006年3月19日、Gatas Brilhantes H.P.を引退。
- 2010年5月3日、メロン記念日が解散。これをもって芸能界を引退[3]。
- 2010年8月3日、お笑いコンビ・東京ダイナマイトのハチミツ二郎と結婚[4]。
- 2011年4月16日、東京の代々木公園にて、『負けるものか！！頑張れ東北！！！』と題した「東日本大震災（東北地方太平洋沖地震）」の募金活動をメロン記念日の元メンバー全員で行った。
- 2011年10月14日、2011年8月に離婚していたことが報じられる[5]。
- 2012年3月1日、地元である新潟のFMラジオ局・FM-NIIGATAで、パーソナリティとして活動を始める[6]。
- 2014年11月2日、Twitterを開始[7]。
- 2015年12月29日、高校時代の同級生と入籍（再婚）したことを、FM-NIIGATAのサイト内にあるブログにて報告した[8][2]。
- 2016年10月2日、Instagramを開始[9]。

## 人物
メロン記念日時代は「セクシー担当」として、セクシーさを前面に出す言動が多かった。
特技は和太鼓演奏、書道、ジェルネイルなど。
愛猫「メル」（ロシアンブルー♀）をこよなく愛し、MELON LOUNGEブログなどにも度々登場させている。2007年冬のコンサートツアーグッズで公式デビューを飾った。また、実家では「ラム」（ミニチュアダックス）を飼っている。
前田有紀や稲葉貴子と仲がよい。保田圭とともに特に石橋貴明にイジられることが多い。
高校2年生終了時に中退しメロン記念日に加入したが、地元に戻ってラジオパーソナリティを始めた直後の2012年4月より30歳にして通信制の高校に入学。高校3年生に編入し、翌2013年3月に卒業した。

## 出演

### テレビ
- セクシー女塾（2003年3月31日 - 9月27日、テレビ東京）
- 魔女っ娘。梨華ちゃんのマジカル美勇伝（2004年11月16日 - 22日、テレビ東京）
- 娘DOKYU!（2005年8月18日 - 2006年9月29日、テレビ東京）

### ラジオ
- TBC FUNふぃーるど・モーレツモーダッシュ（2005年9月12日 - 2008年3月14日、東北放送）
- FIGUEROA（2012年3月1日 - 2013年3月28日、2014年12月4日 - 2015年6月25日、FM-NIIGATA）
  - 月曜日、火曜日アシスタント（2012年3月1日 - 2013年3月28日）
  - 木曜日アシスタント（2014年12月4日 - 2015年6月25日）
- 新潟の若者達の番組（2012年3月4日 - 2016年3月27日、FM-NIIGATA）
- SOUND SPLASH（2013年4月1日 - 2014年11月24日、2015年6月29日 - 、FM-NIIGATA）
  - 月曜日パーソナリティ（2013年4月1日 - 2014年11月24日）
  - 月曜日・火曜日パーソナリティ（2015年6月29日 - 2016年3月29日）
  - 火曜日・水曜日パーソナリティ（2016年4月5日 - 2021年3月30日）
  - 水曜日・木曜日パーソナリティ(2021年4月6日 - 2023年3月30日)
- 長岡ひとまちアオーレ+1（2013年7月 - 2019年6月29日、FM-NIIGATA）
- アオラジプロジェクト（2019年7月6日 - 2020年3月28日、FM-NIIGATA）
- パリパリ 〜PARTY!PARTY!〜（2014年12月3日 - 2015年5月27日、FM-NIIGATA） - 水曜日・木曜日パーソナリティ
- 五泉に決めよう！ ひゃんでいいまち（2022年10月3日 - 、FM-NIIGATA）
- GO!GO! PARTY 〜ゴゴパリ〜 （2023年4月5日 - 、FM-NIIGATA） - 水曜日・木曜日パーソナリティ

### ネット配信
- 第2回・第23回ハロプロビデオチャット（2005年3月18日・8月23日、ハロー!プロジェクト on フレッツ）

### AuDee 音声コンテンツ
- splash on web (2021年9月28日 - 2023年3月28日)
- 裏パリ！ (2023年4月5日 - )

### イベント
- 4月度・7月度・9月度ハロー!プロジェクト FC限定イベント（2005年4月20日・21日・7月28日・9月5日、パシフィックヘブン）
- 一日警察署長 新潟南署（2025年3月）[12]

## 書籍

### 写真集
- 斉藤瞳（2003年8月7日、ワニブックス、撮影：くぼたあきひと）ISBN 4-8470-2770-1

## 所属ユニット
- メロン記念日（1999年 - 2010年）
- シャッフルユニット
  - 10人祭（2001年）
  - ハッピー♥7（2002年）
  - 11WATER（2003年）
  - H.P.オールスターズ（2004年）
- ROMANS（2003年）
- Gatas Brilhantes H.P.（2003年 - 2006年）